# Future (rapper)
Nayvadius DeMun Cash (Atlanta, 20 de novembro de 1983), nascido Nayvadius DeMun Wilburn e mais conhecido como Future, é um rapper, cantor, compositor e produtor musical norte-americano.
Future é um dos principais pioneiros e influenciadores do gênero trap music. No mundo dos negócios, Future é dono do seu próprio negócio musical, é o fundador e CEO da gravadora Freebandz Records, que foi criada em 2011, que é distribuída pela Epic Records.
O rapper é natural da cidade de Atlanta, terra do trap music, o mesmo é um grande pioneiro do gênero.

## Biografia
Nasceu na cidade de Atlanta, localizada nos Estados Unidos.

### Paternidade
Namorou a também cantora Ciara com quem teve um filho, Future Zahira Wilburn, nascido em 2014. Future já é pai de 2 filhos de relacionamentos anteriores.

## Carreira
Depois de lançar uma série de mixtapes bem-sucedidas entre 2010 e 2011, assinou com uma gravadora e em abril de 2012 lançou seu álbum de estreia, Pluto, com críticas positivas. O álbum gerou 5 singles, que entraram na Billboard Hot 100. O álbum foi relançado em novembro de 2012, como "Pluto 3D". Future está atualmente trabalhando em seu segundo álbum Future Hendrix que mais tarde ele mudou o nome do álbum para Honest, que foi  lançado em 2014, e também tocando com seu grupo "Freeband Gang", com quem lançou duas mixtapes desde o início do ano.
Em 2017, foi um dos dois cantores convidados, ao lado do britânico Ed Sheeran, para a música "End Game", incluída no sexto álbum de estúdio Reputation da cantora estadunidense Taylor Swift. Ele também é creditado como o co-compositor, por ter escrito o seu verso de rap da música.

### Gravadora
Em 2011, se tornou o fundador e CEO da gravadora Freebandz Records, que tem distribuição da Epic Records.

## Discografia

### Álbuns de estúdio
| Álbum             | Detalhes do Álbum                                                                                            | Melhores posições | Melhores posições | Melhores posições | Melhores posições | Melhores posições | Vendas        | Certificações   |
| Álbum             | Detalhes do Álbum                                                                                            | US                | AUS               | CAN               | FRA               | RU                | Vendas        | Certificações   |
| ----------------- | --- | ----------------- | ----------------- | ----------------- | ----------------- | ----------------- | ------------- | --------------- |
| Pluto             | - Lançamento: 17 de abril de 2012 - Formato(s): CD, digital download - Gravadora(s): Epic, A1, Freebandz     | 8                 | —                 | —                 | —                 | —                 | - : 500.000   | - RIAA: Ouro    |
| Honest            | - Lançamento: 22 de abril de 2014 - Formato(s): CD, digital download - Gravadora(s): Epic, A1, Freebandz     | 2                 | —                 | 6                 | 81                | 79                | - : 500.000   | - RIAA: Ouro    |
| DS2               | - Lançamento: 17 de julho de 2015 - Formato(s): CD, digital download - Gravadora(s): Epic, A1, Freebandz     | 1                 | —                 | 5                 | 161               | 56                | - : 1.000.000 | - RIAA: Platina |
| Evol              | - Lançamento: 06 de fevereiro de 2016 - Formato(s): CD, digital download - Gravadora(s): Epic, A1, Freebandz | 1                 | 31                | 5                 | 95                | 34                | - : 500.000   | - RIAA: Ouro    |
| Future            | - Lançamento: 17 de fevereiro de 2017 - Formato(s): CD, digital download - Gravadora(s): Epic, A1, Freebandz | 1                 | 42                | 1                 | 43                | 15                | - : 1.000.000 | - RIAA: Platina |
| Hndrxx            | - Lançamento: 24 de fevereiro de 2017 - Formato(s): CD, digital download - Gravadora(s): Epic, A1, Freebandz | 1                 | 53                | 1                 | 45                | 21                | - : 500.000   | - RIAA: Ouro    |
| I NEVER LIKED YOU | - Lançamento: 2 de maio de 2022 - Formato(s): CD, digital download - Gravadora(s): Epic, A1, Freebandz       | 1                 | 1                 | 1                 | 19                | 2                 | - : 1.000.000 | - RIAA: Platina |

### Mixtapes
- Monster (2014)
- Beast Mode (2015)
- 56 Nights (2015)
- What a Time to Be Alive (com Drake) (2015)
- Purple Reign (2016)
- Mixtape Pluto (2024)